# Década de 890
Séculos: (Século VIII - Século IX - Século X)
Décadas: 840 850 860 870 880 - 890 - 900 910 920 930 940
Anos: 890 - 891 - 892 - 893 - 894 - 895 - 896 - 897 - 898 - 899